# Benedikt Krajačić
Benedikt Krajačić  (Zagreb ?, oko 1715. – ?, 1771.), hrvatski pravni pisac i državni dužnosnik. Bio je plemićkoga podrijetla.
Obnašao je dužnosti odvjetnika i bilježnika u Zagrebu. Radio za Požešku županiju, Zagrebački kaptol, za Kegleviće, Patačiće i Draškoviće. Povjerenikom Bankovnoga odbora i Invalidskoga povjerenstva u Hrvatskoj, a 1762. bilježnikom Kraljevinskih konferencija i Križevačke županije.
Po zadaći koju mu je dao Hrvatski sabor sprovodio urbarske regulacije i porezene propise u Primorju. Požeška županija formirana je 21. studenog 1745. nakon kraćeg rješavanja problema oko razgraničenja civilnog i vojnog područja, a Krajačić je bio dijelom prve uprave novoformirane obnovljene županije, uspostavljene krajem 1745. godine.
U vrijeme seljačke bune 1755. u Križevačkoj županiji i Varaždinskome generalatu, bio je povjerenik Bankovnog odbora u Banskoj Hrvatskoj. Althanovo povjerenstvo ispitivalo je istražiti razloge bune. Povjerenstvo je komuniciralo i s plemstvom. Krajačić je bio jedan od glavnih kritičara ondašnje kraljevinske uprave. Uz njega su bili pravnik Ladislav Lukavski, poznati zagrebački kanonik, povjesničar i pravni pisac Baltazar Adam Krčelić, Nikola Škrlec Lomnički, tada bilježnik Sudbenoga stola i Kraljevinskih konferencija te prisjednik Sudbenoga stola Ivan Juršić.
Pripadao krugu hrvatskoga plemstva koje se zalagalo za gospodarski napredak zemlje. Napisao prijedlog osnova o decentralizacijskom preustrojstvu vlasti Kraljevstva Hrvatske, Dalmacije i Slavonije De dignitate et consistentia Regnorum Croatiae, Dalmatiae et Sclavoniae (O dostojanstvu i ustrojstvu Kraljevstava Hrvatske, Dalmacije i Slavonije ). Prijedlog se odnosio na upravu u hrvatskim županijama, gdje bi po ugarskom uzoru ukinuli središnju riznicu Hrvatskog Kraljevstva i dali više financijske autonomije županijama.
Dok je boravio u Beču, 1755. i 1756. godine, radio je na promicanju parnica. Uz potporu dvorskih krugova napisao Observationes de formula Gubernii in Regnis Dalmatiae, Croatiae et Sclavoniae, raspravu o kraljevinskoj upravi.